# 巴塔鄉 (阿拉德縣)
46°01′01″N 22°01′59″E / 46.017°N 22.033°E
巴塔鄉（羅馬尼亞語：Comuna Bata, Arad），是羅馬尼亞的鄉份，位於該國西部，由阿拉德縣負責管轄，面積83平方公里，海拔高度186米，2011年人口1,088，人口密度每平方公里13人。